# 12398 Pickhardt
12398 Pickhardt (1995 KJ3) là một tiểu hành tinh vành đai chính được phát hiện ngày 25 tháng 5 năm 1995 bởi Spacewatch ở Kitt Peak.